# Сан Марко деј Кавоти
Сан Марко деи Кавоти (итал. San Marco dei Cavoti) је насеље у Италији у округу Беневенто, региону Кампанија.
Према процени из 2011. у насељу је живело 2025 становника. Насеље се налази на надморској висини од 685 м.

## Становништво
Према резултатима пописа становништва 2011. у општини је живело 3.544 становника.
| 1931. | 1936. | 1951. | 1961. | 1971. | 1981. | 1991. | 2001. | 2011. |
| ----- | ----- | ----- | ----- | ----- | ----- | ----- | ----- | ----- |
| 5.891 | 5.529 | 5.431 | 4.423 | 3.931 | 3.865 | 3.906 | 3.752 | 3.544 |